# Hällestad
Hällestad is een plaats in de gemeente Finspång in het landschap Östergötland en de provincie Östergötlands län in Zweden. De plaats heeft 357 inwoners (2005) en een oppervlakte van 100 hectare.